# خيوة
خيوة مدينة تابعة لولاية خوارزم في غرب أوزبكستان. وكانت تابعة لإقليم خراسان الكبرى. الاسم القديم والتاريخي لمدينة خيوة هو خوارزم، وهي العاصمة السابقة لخانية خيوة، وجمهورية خوارزم الشعبية السوفيتية. ولد بها العديد من العلماء المسلمين. وتقع ضمن مدينة خيوة قلعة إيجان وهي مدرجة على قائمة اليونسكو للتراث العالمي.

## الفتح العربي الإسلامي
في عام 88 هـ في عهد الخليفة الأموي الوليد بن عبد الملك ، فتح قتيبة بن مسلم الباهلي مدن بيكند وبخارى وخوارزم وسمرقند .
في العام التالي فتح بلاد الشاش ( طشقند حاليا ) وفرغانة ، ثم اتجه شرقاً ففتح مدينة كاشغر .
في هذه المنطقة قامت دولة السامانيين عام 261 هـ، وكانت عاصمتها بخارى، ثم قامت الدولة السلجوقية، ثم الدولة الخوارزمية التي امتدت على مساحات شاسعة حتى بحر قزوين .
في مطلع القرن السابع الهجري - الثالث عشر الميلادي، وقعت مدينة خوارزم في قبضة المغول، ولكنها لم تعان كثيرا من دمار الغزو المغولي مثل بقية مدن آسيا الوسطى كبخارى وسمرقند .
وفي القرن الثامن الهجري - الرابع عشر الميلادي، حين زارها ابن بطوطة، وهو في طريقه من الجرجانية أو “أوركنج” إلى بخارى، كتب اسمها “الكاث”، وقال عنها: “إنها بلدة صغير حسنة فيها بركة ماء كانت وقت زيارته لها جمدت من البرد، فكان الصبيان يلعبون فوقها، ويزلقون عليها”.

## العمارة الإسلامية
في المدينة القديمة عمارة إسلامية شامخة، ومآذن كبيرة تحيط بذلك السور .
ويفخر أهل خوارزم بأن مدينتهم تحوي أعلى مئذنة تاريخية في كل آسيا الوسطى، وهي مئذنة كونلج تيمور، وتمثل أقدم الآثار التي تعود إلى أيام المغول.
حيث تزين الآيات القرآنية والأحاديث وأبيات الشعر الخالدة جدران دور العلم المنتشرة هناك، وهي مكتوبة بأحرف عربية صميمة، تفنن خطاطوها في نقشها بتلك الفسيفساء الرائعة .

## الرحالة العرب
خوارزم اليوم، إقليم جميل، يمر به نهر جيحون، وتشتهر بزراعة القطن، بالإضافة أيضا إلى الفواكه المختلفة .
فقد زار ياقوت الحموي إقليم خوارزم، وكان اسمها في ذلك الوقت “الجرجانية” في 616 هـ/ 1219م، أو “أوركاكانج “ على ما سماها به قبيل الغزو المغولي للمدينة، قال عنها ياقوت الحموي: “وما ظننت أن في الدنيا بقعة سعتها سعة خوارزم وأكثر من أهلها مع أنهم قد مرنوا على ضيق العيش والقناعة بالشيء اليسير، وأكثر ضياع خوارزم مدن ذات أسواق وخيرات ودكاكين، وفي النادر أن يكون قرية لا سوق فيها مع أمن شامل وطمأنينة تامة” .
وقال الحموي أيضا: “لا أعلم أني رأيت أعظم منها مدينة ولا أكثر أموالاً، وأحسن أحوالاً، ثم دمرها المغول سنة 617 هـ / 1220م، وطمسوا معالمها، وقتلوا الكثير من أهلها” .
ويظهر من كلام الحموي عن خوارزم قبيل الغزو المغولي للمدينة رقي الحياة في المدينة، وتمتعها برقعة زراعية كبيرة .
كان تجار خوارزم يزاولون نشاطهم التجاري ونفوذهم في أماكن متفرقة من آسيا الوسطى التي كانوا يتعاملون معها من قبل.
ومنذ القرن الثامن الهجري/ الرابع عشر الميلادي، أصبحت خوارزم “كركانج” من أعظم مراكز الحضارة الإسلامية في آسيا الوسطى، فعندما زارها ابن بطوطة قال عنها: “هي من أكبر مدن الأتراك وأعظمها وأجملها وأضخمها، لها أسواق مليحة، وشوارع فسيحة، والعمارة الكثيرة، والمحاسن الأثيرة، وهي ترتج بسكانها لكثرتهم وتموج بهم موج البحر ولم أرى في بلاد الدنيا أحسن أخلاقًا من أهل خوارزم، ولا أكرم نفوسًا، ولا أحب في الغرباء، ينتشر في أنحائها الزوايا والمساجد والمدارس والمدرسون الذين يعملون فيها، وكذلك المؤذنون والوعاظ والمذكرون، وكذلك الفقهاء والقضاة الذين يحكمون في القضايا الشرعية، وما كان من سواها حكم فيها الأمراء، وأحكامهم مضبوطة عادلة؛ لأنهم لا يتهمون بميل، ولا يقبلون رشوة” .

خيوة

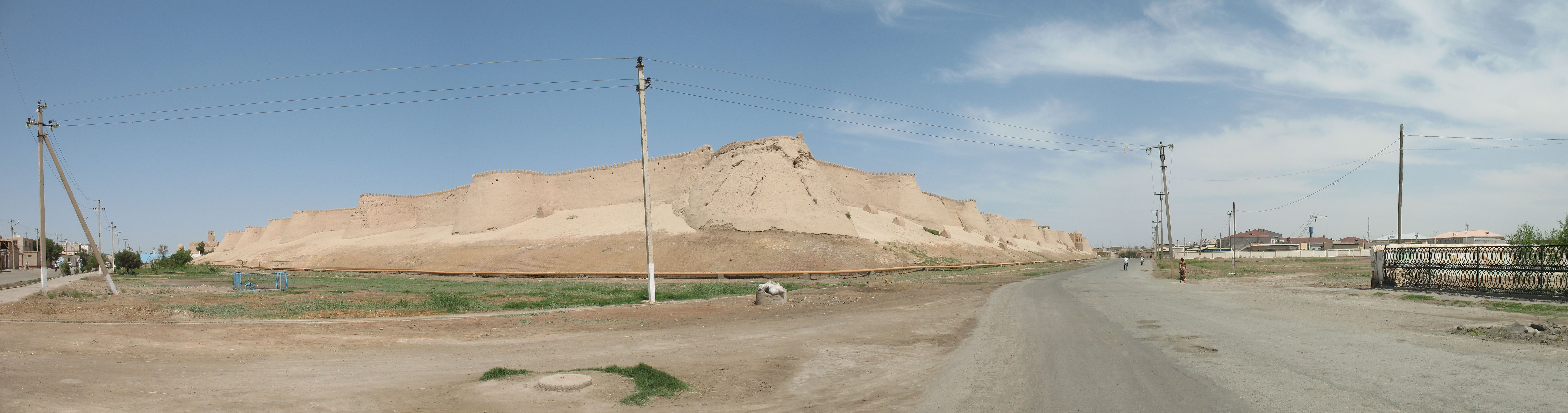

## وصلات خارجية
- إمارة بخارى، إلغاء إمارة قوقند، إمارة خيوة، سقوط تركمانستان
- خوارزم تاريخ يعبق بالحرير - صحيفة مكة